# Лорд-канцлер Ірландії

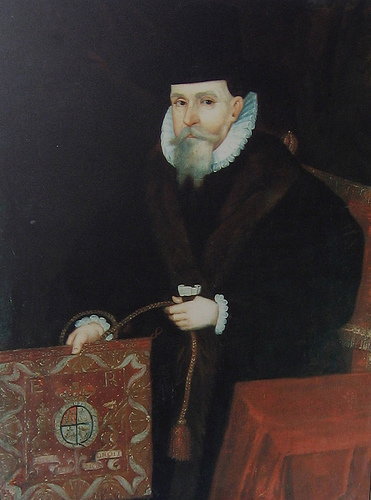
Адам Лофтус (1533 – 1605) – лорд-канцлер Ірландії в 1581 – 1605 роках.

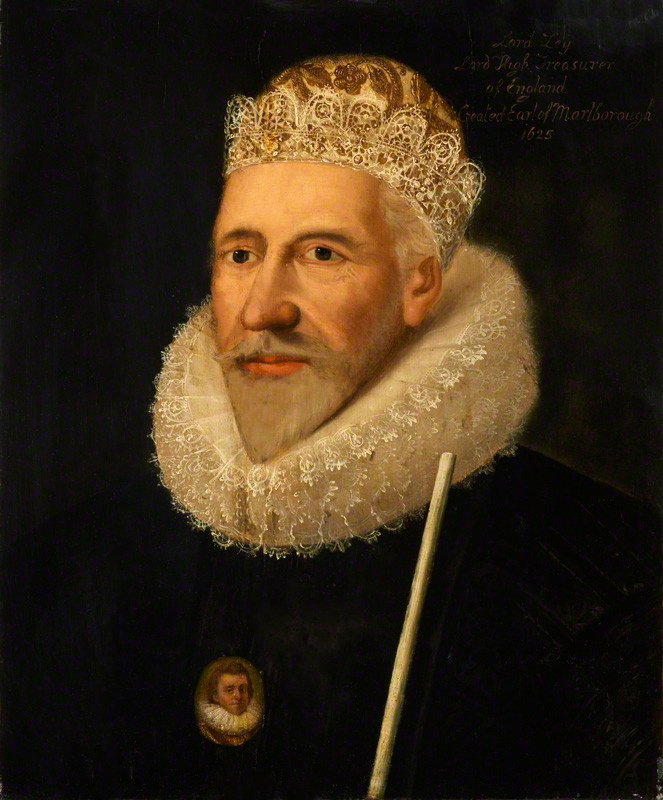
Сер Джеймс Лей (1552 – 1629)

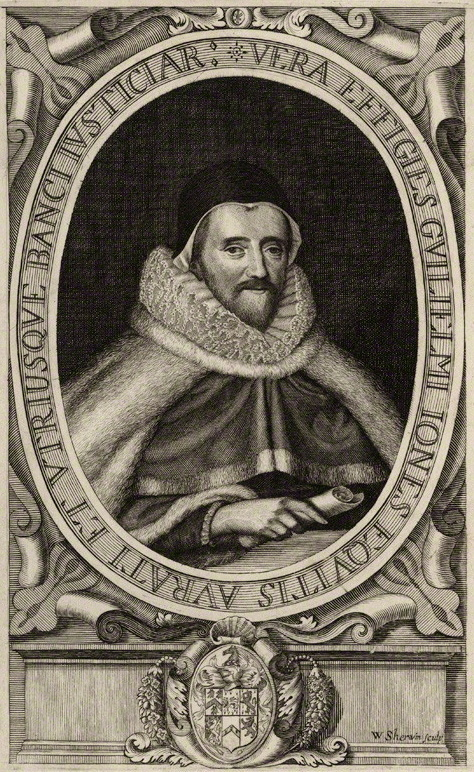
Сер Вільям Джонс (1566 – 1640)

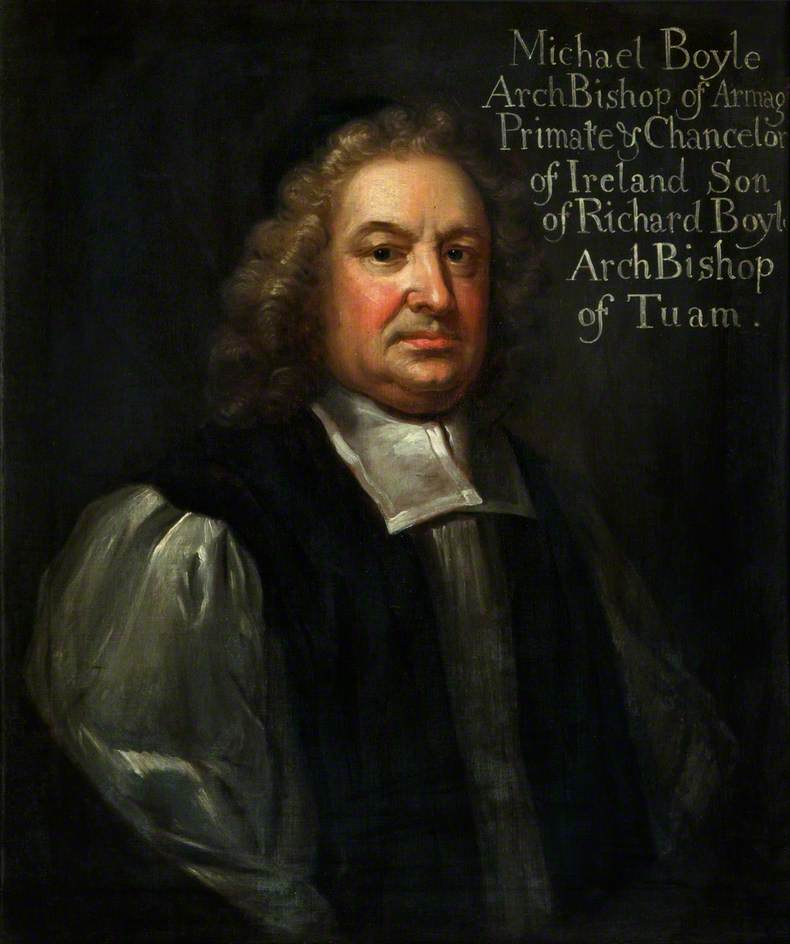
Майкл Бойл (1609 – 1702)

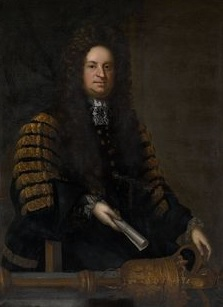
Роберт Рочфорт (1652 – 1727)

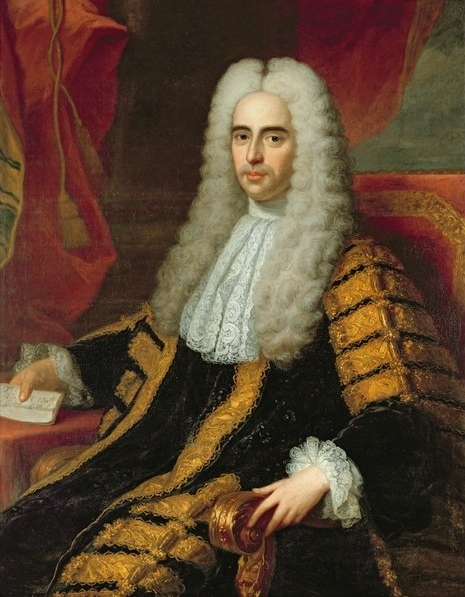
Джон Метуен (1650 – 1706)

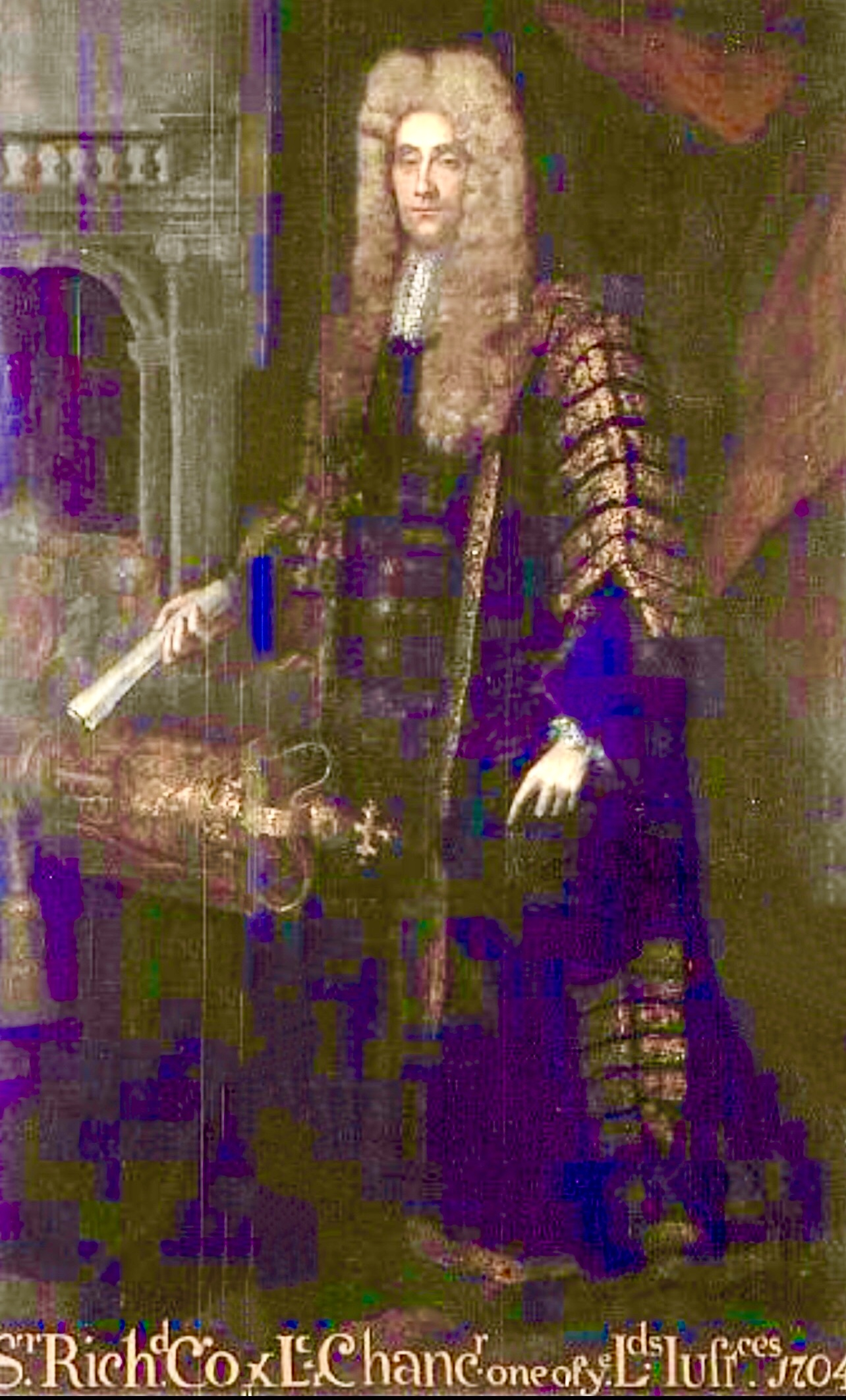
Сер Річард Кокс (1650 – 1733)

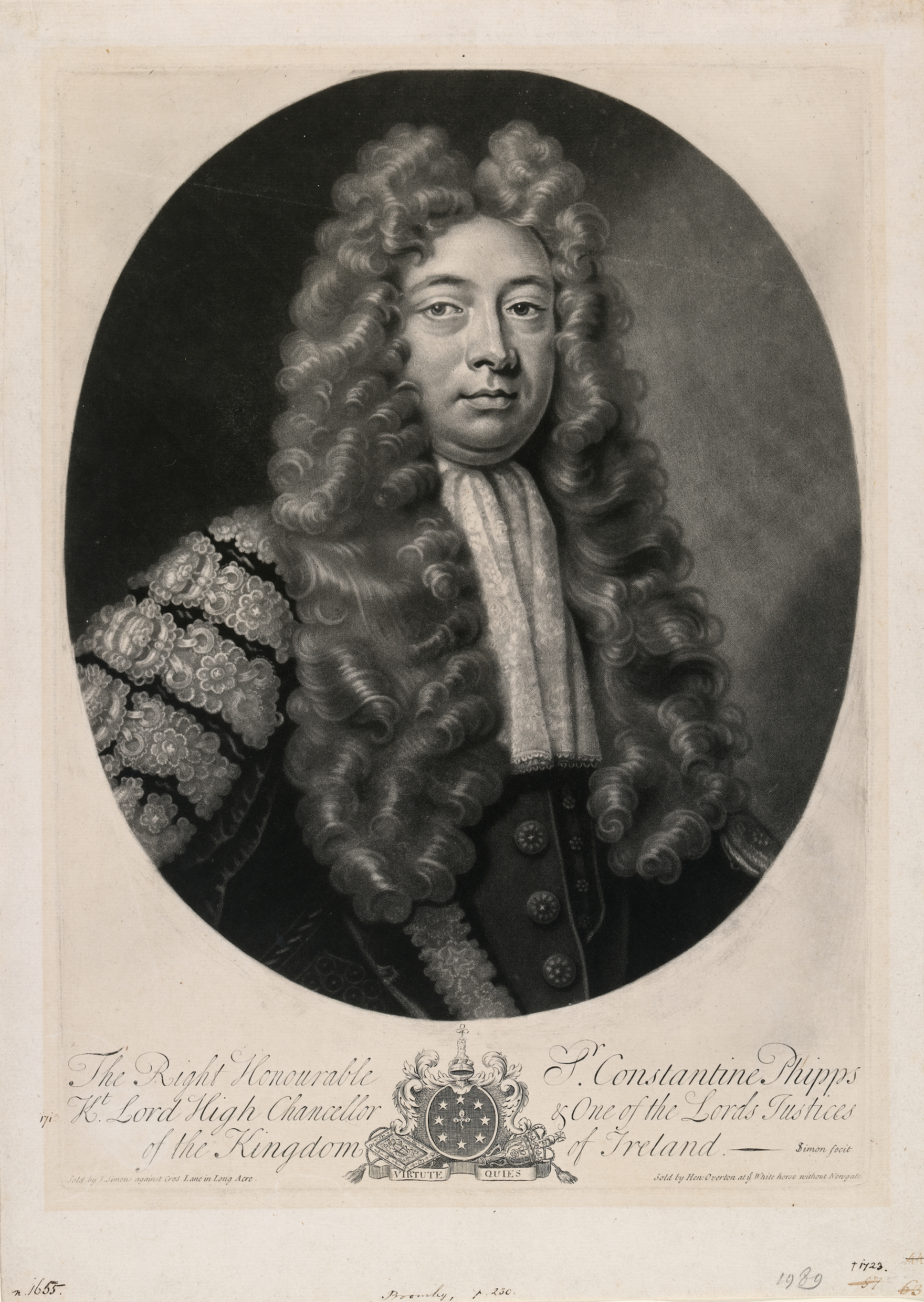
Сер Константин Генрі Фіпс (1656 – 1723)

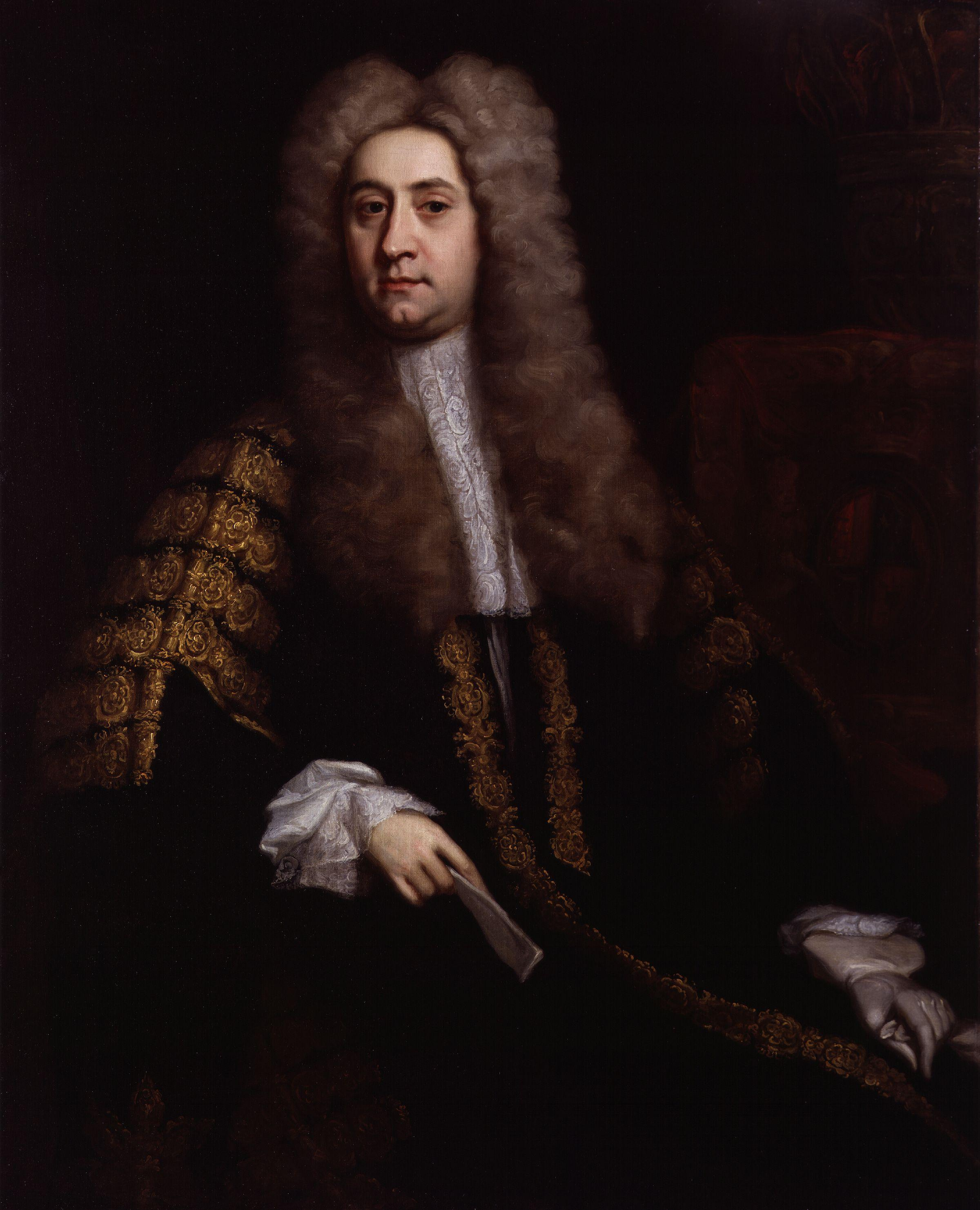
Річард Вест (1691 – 1726)

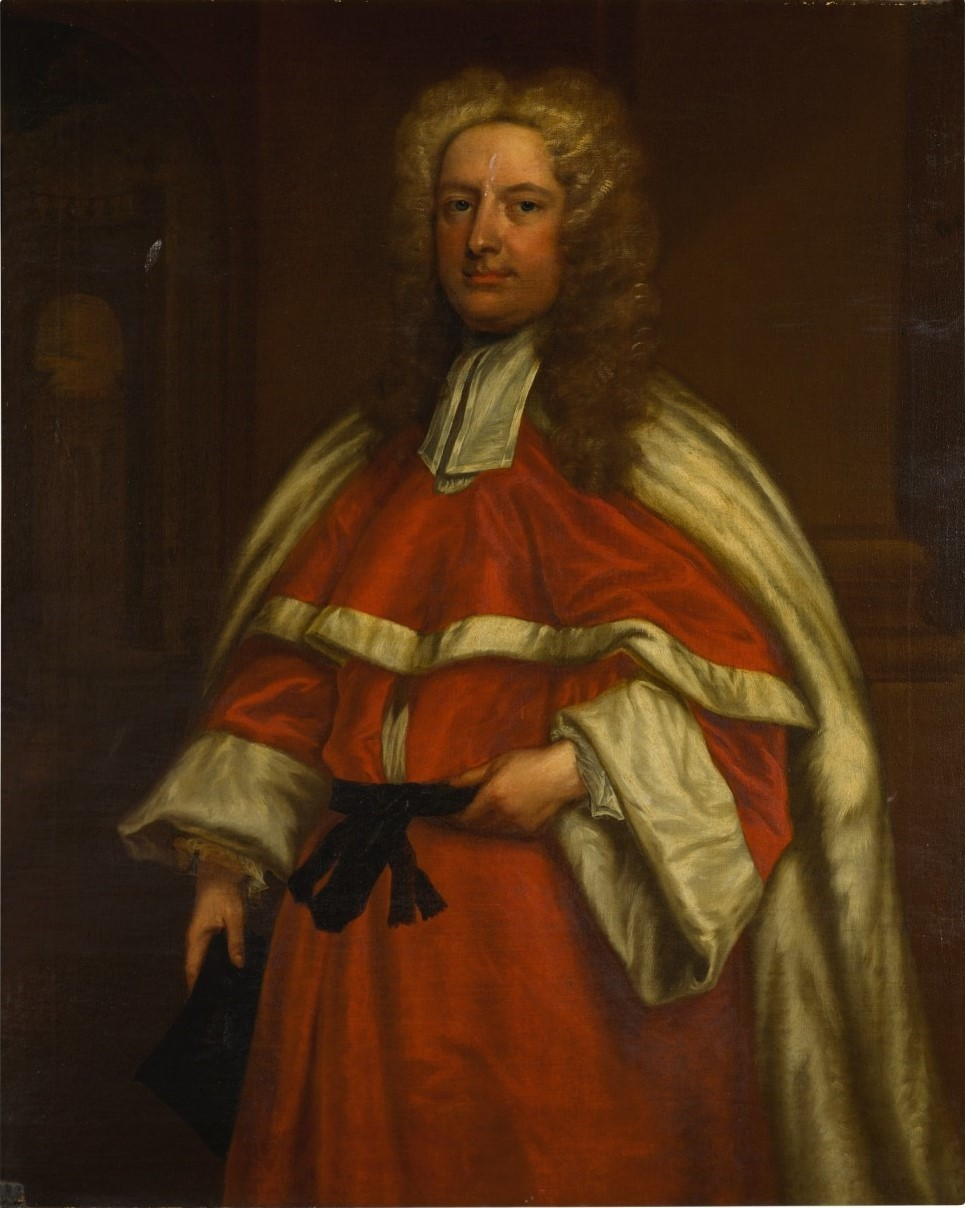
Томас Віндгем (1681 – 1745)

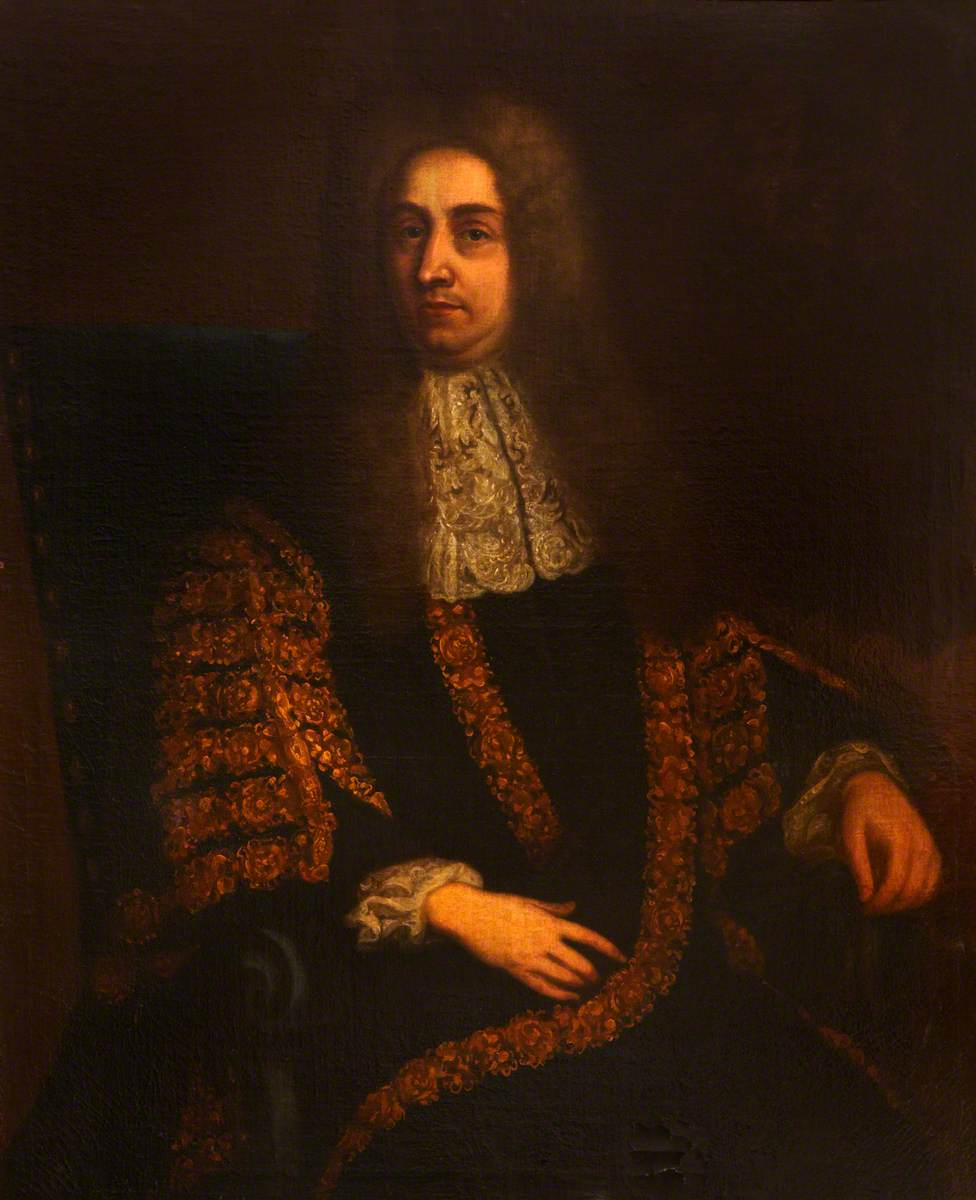
Роберт Джоселін (1688 – 1756)

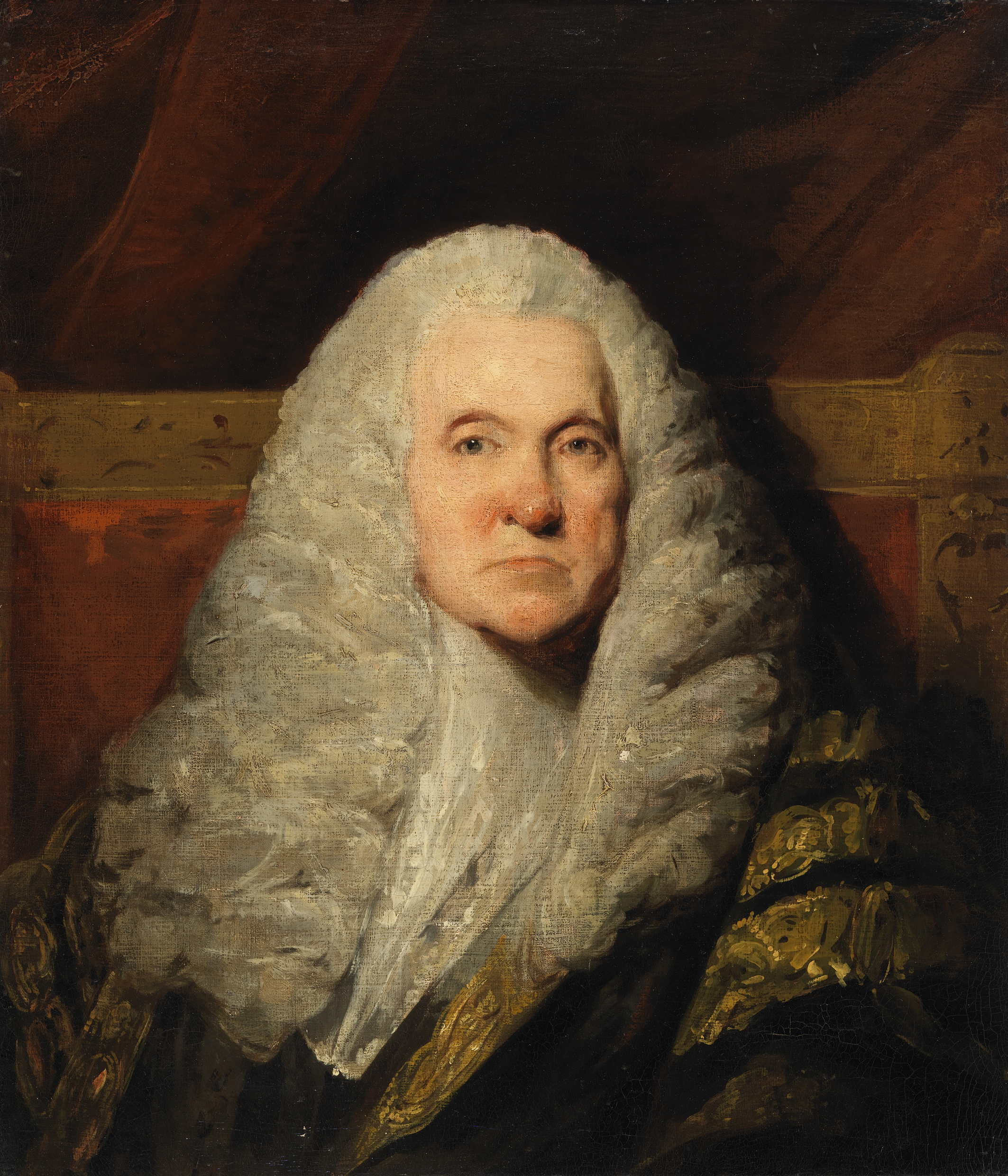
Джеймс Х'юїтт (1712 – 1789) – І віконт Ліффорд.

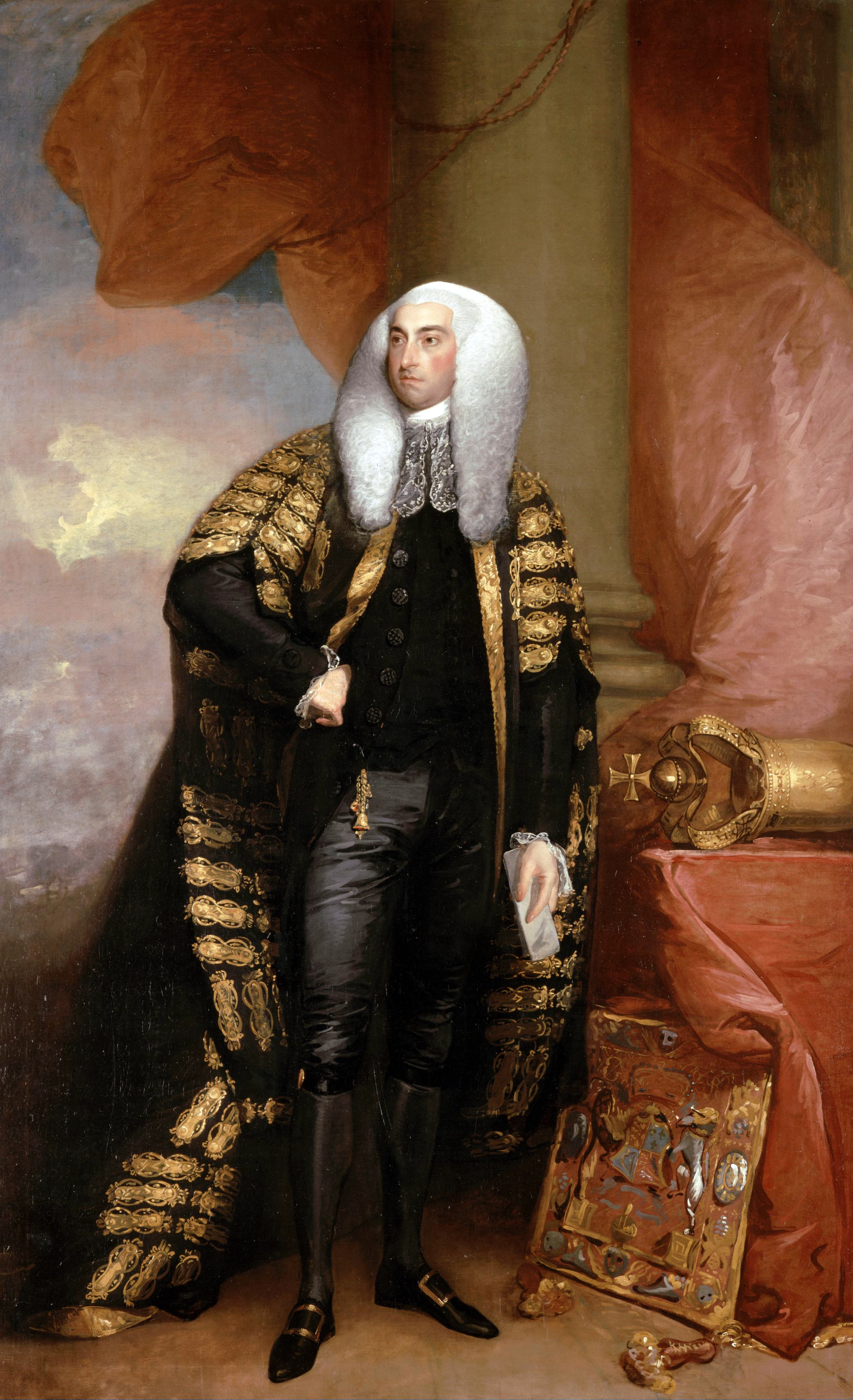
Джон ФіцГіббон (1748 – 1802) – І граф Клер.

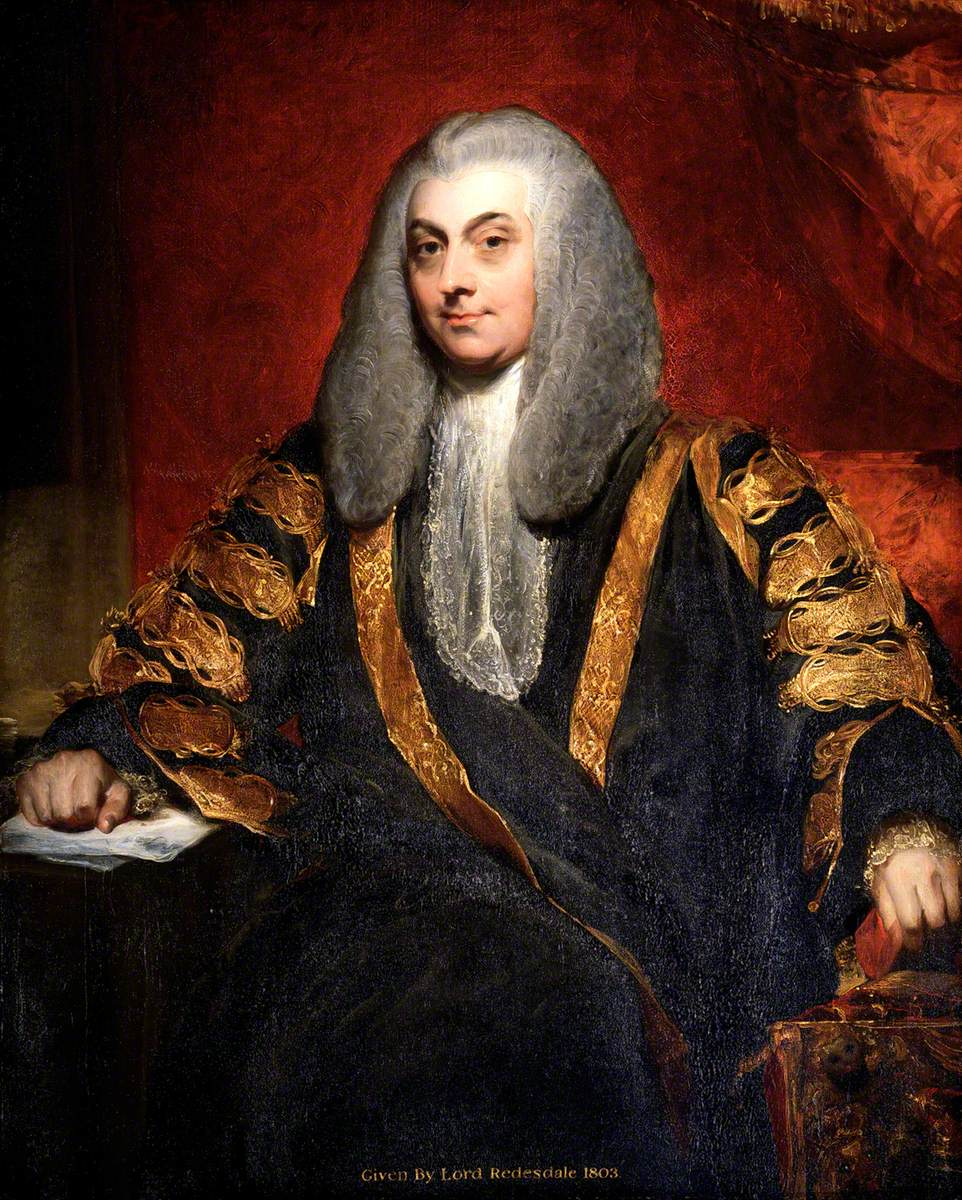
Сер Джон Фрімен-Мітфорд (1748 – 1830) – І барон Редесдейл.

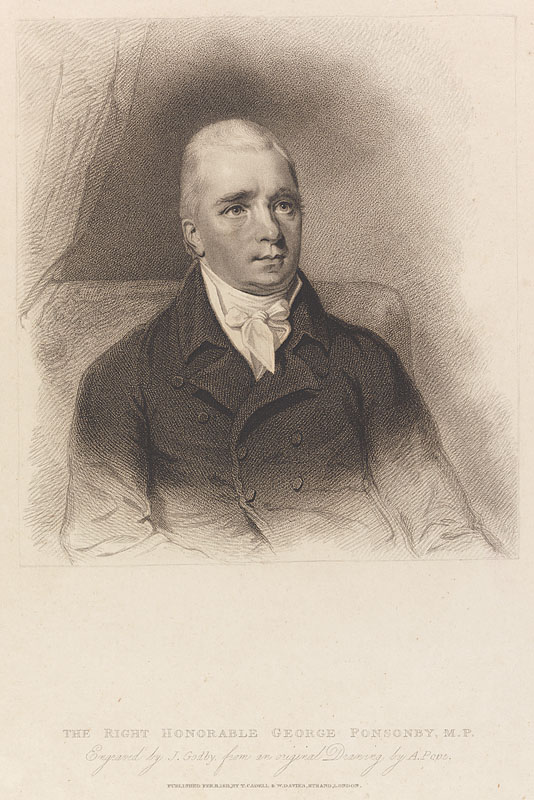
Джордж Понсонбі (1755 – 1817).

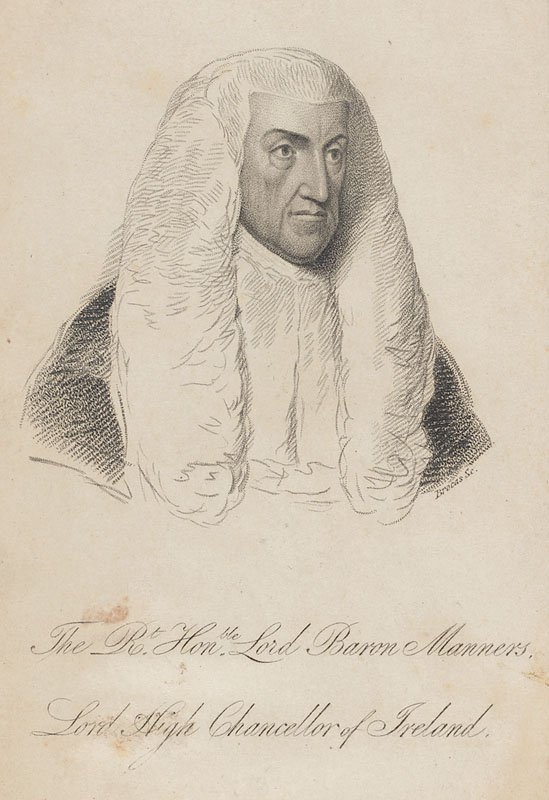
Томас Маннерс-Саттон (1756 – 1842) – І барон Маннерс.

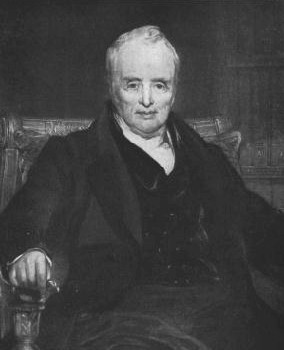
Вільям Планкет (1764 – 1854) – І барон Планкет.

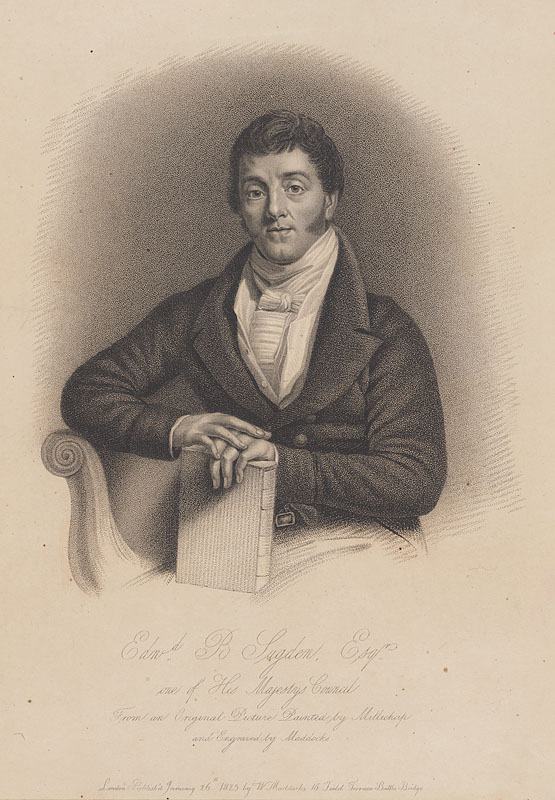
Едвард Бертеншоу Сагден (1781 – 1875) – І барон Сент-Леонард.

Лорд-канцлер Ірландії (англ. Lord High Chancellor of Ireland, Lord Chancellor of Ireland; ірл. Tiarna Seansailéara na hÉireann) – найвища судова посада в Ірландії від ХІІ століття до створення Вільної Ірландської Держави в 1922 році. У період 1721 – 1800 років лорд-канцлер Ірландії був найвищою політичною і законодавчою посадою в Ірландії: лорд-канцлер Ірландії був спікером Палати лордів парламенту Ірландії. Крім цього він володів посадою Лорда-охоронця Великої Державної Печатки Ірландії. 

## Історія посади лорд-канцлера Ірландії
Питання коли саме виникла посада лорд-канцлера Ірландії дискусійне. До правління короля Англії Генріха ІІІ існування такої посади сумнівне, хоча Ірландія була завойована Англією ще в 1171 році і перші державні посади управління Ірландією були створені ще тоді [1]. У 1239 році згадується про Канцелярський Суд Ірландії. Перші лорд-канцлери Ірландії, починаючи з Стівена Ріделла в 1186 році були англійськими лорд-канцлерами, які діяли в Ірландії через свої заступників. У 1244 році було прийняте рішення про те, що в Англії та в Ірландії повинні бути окремі посади лорд-канцлерів. Ерлінгтон Болл стверджує, що в ХІІІ - XIV століттях платня лорд-канцлеру Ірландії становила 60 марок на рік, що було рівне 40 фунтам стерлінгів. Це було вдвічі більше, аніж мандрівному судді, але це не вважалося щедрою нагородою: Річард Норталіс – лорд-канцлер Ірландії в 1393 – 1397 роках скаржився, що ця сума не покриває навіть третини його витрат і попросив додатково 20 фунтів на рік [2]. У ХІІ – XV століттях лорд-канцлер обов’язково мусив бути священиком та англійцем. Миряни на посту лорд-канцлера Ірландії з’явилися тільки після Реформації. Після 1665 року жоден священик ніколи не призначався лорд-канцлером Ірландії, хоча були винятки. Корона Англії завжди віддавала перевагу лорд-канцлерам англійського походження аж до середини ХІХ століття.

## Лорд-канцлери Ірландії 1186 – 1922 років
Показано роки перебування на посаді.

### ХІІ століття
- Стівен Ріделл. Призначений у 1186 році

### ХІІІ століття
- Джон де Ворчлі (1219 – 1234)
- Ральф Невілл (1234 – 1235) - також лорд-канцлер Англії, єпископ Чичестерський і архієпископ Кентерберійський.
- Алан де Санктафід (1235 – 1237)
- Жоффруа де Турвіль – єпископ Оссорі (1237)
- Ральф де Норвіч (1237 – 1238)
- Роберт Латтрелл (1238 – 1245)
- Вільям Велвуд (1245 – 1259)
- Фромунд Ле Брен (1259 – 1283) – був обраний архієпископом Дубліна, але його обрання оскаржувалося Вільямом де ла Корнером з 1271 по 1279 рік. Папа римський Микола III оголосив обидвоє виборів недійсними в 1279 році і призначив Джона де Дерлінгтона.
- Волтер де Фулберн - єпископ Вотерфордський (1283 – 1288)
- Вільям де Беверлі або Ле Буерлако (1288 – 1292)
- Томас Канток - єпископ Емлі (1292 – 1294)
- Адам де Водінгтон. Призначений у 1294 році

### XIV століття
- Томас Канток – єпископ Емлі (1306 – 1308)
- Адам де Водінгтон (1308)
- Річард де Бересфорд – намісник у 1307 році, лорд-канцлер Ірландії у 1308 році
- Волтер де Торнбері - помер у 1313 році: коли він їхав до Авіньйону, щоб забезпечити своє обрання архієпископом Дубліна, його корабель затонув у шторм, і він потонув.
- Стівен Ріддел (бл. 1313 – 1318).
- Вільям Фіцджон – (1318 – 1320) – єпископ Оссорі, архієпископ Кашела.
- Роджер Утлаг – пріор Ордену Святого Іоанна Єрусалимського, Кілмейнхем. Призначений лорд-канцлером у 1321 році.
- Адам де Лімберг (1330 – 1334)
- Вільям – пріор ордену Святого Іоанна Єрусалимського, Кілмейнхем (1331– 1335)
- Олександр де Бікнор - примас Ірландії (бл. 1335 – 1337)
- Томас Чарльтон - єпископ Герефордський (1337 – 1338)
- Роберт де Геммінбро (1338 – 1340)
- Роберт де Аскебі (1341)
- Джон Л’Арчерс – пріор Ордену Святого Іоанна Єрусалимського. (1343).
- Сер Джон Моріс (1344 – 1349)
- Вільям де Бромлі – (1349 - 1350), декан собору Святого Патрика, Дублін
- Джон де Сент-Пол - (1350 – 1356), архієпископ Дубліна
- Річард д’Аскітон (1356)
- Джон Фровік – пріор ордену Святого Іоанна Єрусалимського (1357 – 1359)
- Томас де Берлі – пріор ордену Святого Іоанна Єрусалимського (1359 – 1364)
- Сер Роберт де Ештон (1364)
- Томас ле Рів – єпископ Вотерфорду і Лісмору (1367 – 1368)
- Томас де Берлі – пріор Ордену Святого Іоанна Єрусалимського (1368 – 1371), другий термін.
- Джон де Ботбі (1371 – 1374)
- Вільям Тені – пріор ордену Святого Іоанна Єрусалимського (1374 – 1377)
- Джон Кеппок - лорд-охоронець Великої Державної Печатки Ірландії за відсутності Вільяма Тені - його паломництва в Єрусалим.
- Роберт де Вікфорд – архієпископ Дубліна та примас Ірландії (1377 – 1379)
- Джон Колтон (єпископ) - декан собору Святого Патріка (1379 – 1382) – архієпископ Арма.
- Вільям Тені – пріор ордену Святого Іоанна Єрусалимського (1382 – 1385)
- Ральф Чейн (1383 – 1384)
- Олександр де Балскот - єпископ Оссорі (1385 – 1388)
- Роберт Престон, 1й барон Горманстон (1388)
- Річард Планкетт (1388 – 1393)
- Річард Норталіс, єпископ Оссорі (1393 – 1397) - архієпископ Дубліна та примас Ірландії з 1395 року до своєї смерті.
- Роберт Брейбрук - єпископ Лондонський (1397)

### XV століття
- Томас Кренлі – примас Ірландії (1401 – 1410)
- Сер Лоуренс Мербері – заступник канцлера (1403 – 1410) - виконував обов’язки канцлера, поки Томас Кренлі був надто хворий.
- Томас де Евердон - регулярно виконував обов’язки заступника лорд-канцлера Ірландії і був ненадовго призначений лорд-канцлером у 1402 році.
- Роджер Хокеншоу - виконував обов'язки заступника Томаса Кренлі в 1416 році, коли він знову втратив працездатність через хворобу.
- Патрік Барретт – єпископ Фернс (1410 – 1412)
- Томас Ле Ботеллер – пріор Кілмейнхама, Лорд-охоронець Великої Державної Печатки Ірландії (1412 – 1413) – ім’я його сім’ї зміниться на Батлер.
- Роберт Саттон – заступник лорд-канцлера Ірландії (1412 – 1413)
- Томас Кренлі – примас Ірландії (1413 – 1417) (другий термін)
- Сер Лоуренс Мербері (1417) (другий термін)
- Вільям Фітц Томас – пріор Кілмейнхема (бл. 1417 – 1418)
- Вільям Йонг – архідиякон Міт (бл. 1418 – 1419)
- Річард Телбот - примас Ірландії (1423 – 1426)
- Вільям Фітц Томас (1426) (другий термін)
- Сер Річард Фіц Юстас (1426)
- Річард Телбот - примас Ірландії (1426 – 1441) (другий термін)
- Томас Чейз (1441 – 1446)
- Річард Воган (1446 – 1449)
- Вільям Чевір (1446 – 1449) - віце-канцлер
- Сер Волтер Деверо (1449 – 1451)
- Граф Едмунд Ратленд (1451 – 1460) – неповнолітній на посаді лорд-канцлера, що діяв через Едмунда Олдхолла.
- Едмунд Олдхолл (1451 – 1454) – єпископ  Міт, заступник лорд-канцлера Ірландії, що виконував обов’язки лорд-канцлера, оскільки Ратленд був неповнолітнім
- Джон Телбот, 2й граф Шрусбері (1454 – 1460) – обов’язки лорд-канцлера Ірландії виконував заступник лорд-канцлера.
- Джон Дінгем (1460 – 1461)
- Сер Роберт Престон – І віконт Горманстон, заступник лорд-канцлера Ірландії
- Сер Вільям Веллс (1461 – 1462)
- Джон Тіптофт, 1й граф Вустер (1462 – 1463) – за указом короля Англії Едуарда IV довічно носив титул лорда-канцлера. Він продовжував отримувати платню за цю посаду та виконувати деякі з її функцій до своєї смерті в 1470 році.
- Томас Фіцджеральд, 7й граф Кілдер (бл. 1463 – 1468) – за указом короля Англії Едуарда IV довічно носив титул лорда-канцлера. Він продовжував отримувати платню посади та виконувати деякі з її функцій до своєї смерті в 1478 році.
- Роберт Алланстаун (1468 – 1469)
- Вільям Дадлі, єпископ Дарем (1469 – 1472)
- Cер Роберт Фіц Юстас (1472 – 1477)
- Джон Такстон Гілберт Дебенем (1474)
- Роуленд Фіц Юстас, 1й барон Портлестер (1474 – 1480)
- Вільям Шервуд – єпископ Міт (1480 – 1482)
- Волтер Шампфлер – абат Святої Марії, Дублін, лорд-хранитель Великої Державної Печатки Ірландії (1482 – 1483)
- Роберт Сент-Лоуренс, 3й барон Гаут – (травень 1483 року) - помер через кілька місяців.
- Сер Томас Фіцджеральд з Лакка (бл. 1483 – 1487)
- Роуленд Фіц Юстас, 1й барон Портлестер (1487 – 1492)
- Олександр Планкет (1492 – 1494)
- Генрі Дін - архієпископ Кентерберійський (1494 – 1495)
- Волтер Фіцсімон – примас Ірландії (1496 – 1511)

### XVI століття
- Вільям Рокебі – примас Ірландії (1512 – 1513)
- Сер Вільям Комптон (1513 – 1515)
- Вільям Рокебі – примас Ірландії (1515 – 1521)
- Х'ю Індж – примас Ірландії (1522 – 1528)
- Архієпископ Джон Ален – примас Ірландії (1528 – 1532)
- Джордж Кромер – архієпископ Арма (1532 – 1534)
- Джон Барнуолл – ІІІ барон Трімлстаун (1534 – 1538)
- Сер Джон Алан (1538 – 1546, 1548 – 1551) – Лорд-охоронець у 1538 – 1539 роках.
- Сер Томас К’юсак - 1 травня 1546 (лорд-охоронець)
- Сер Річард Рід (6 грудня 1546 – 1548)
- Сер Джон Алан (1548 – 1551)
- Сер Томас К’юсак (1551 – 1554)
- Сер Вільям Фіцвільям - лорд-охоронець (1554)
- Архієпископ Х’ю Кервен (1555 – 1567) - Лорд-канцлер з 1555 по 1558, лорд-охоронець з 1558 по 1559, лорд-канцлер з 1559 по 1567.
- Доктор Роберт Вестон – декан Арчес (1567 – 1573)
- Архієпископ Адам Лофтус (лорд-охоронець) (1573 – 1576)
- Сер Вільям Джерард (1576 – 1581)
- Архієпископ Адам Лофтус (1581 – 1605)

### XVII століття
Уповноважені Великої печатки Ірландії (1605)
- Томас Джонс - єпископ Міт
- Сер Джеймс Лей
- Сер Едмунд Пелхем
- Сер Ентоні Сент-Легер Молодший

Лорд-канцлери Ірландії:
- Архієпископ Томас Джонс (1605 – 1619)

Уповноважені Великої печатки Ірландії (1619)
- Сер Вільям Джонс
- Сер Вільям Метольд
- Сер Френсіс Оньє

Лорд-канцлери Ірландії
- Адам Лофтус, 1-й віконт Лофтус (1619 – 1639)
- Сер Річард Болтон (1639 – листопад 1648)

Уповноважені Великої печатки Ірландії (14 червня 1655 – 1656)
- Сер Річард Пепіс – головний комісар (1655 – 1656)
- Сер Джерард Лоутер – другий комісар (1655 – 1656)
- Майлз Корбет – третій комісар (1655 – 1656)

Лорд-канцлери Ірландії:
- Вільям Стіл (1656 – 1660)
- Сер Моріс Юстас (1660 – 1665)
- Архієпископ Майкл Бойл (1665 – 1686)
- Сер Чарльз Портер (1686 – 1687)
- Сер Олександр Фіттон (1687 – 1690)

Уповноважені Великої печатки Ірландії (1690)
- Сер Річард Пайн (1690)
- Сер Річард Райвс (1690)
- Роберт Рочфорт (1690)

Лорд-канцлери Ірландії:
- Сер Чарльз Портер (другий термін) (29 грудня 1690 – 1696)

Уповноважені Великої печатки Ірландії (1696 – 1697)
- Сер Джон Джеффрісон
- Томас Кут
- Нехемія Доннеллан

Лорд-канцлери Ірландії:
- Джон Метуен (11 березня 1697 – 1703)

### XVIII століття
Лорд-канцлери Ірландії:
- Сер Річард Кокс (1703 – 1707)
- Річард Фрімен (11 червня 1707 – 1710)

Уповноважені Великої печатки Ірландії (1710 – 1711)
- Роберт Фіцджеральд, 19-й граф Кілдер
- Єпископ Вільям Кінг
- Томас Кейтлі

Лорд-канцлери Ірландії:
- Сер Костянтин Генрі Фіппс (22 січня 1711 – вересень 1714)
- Алан Бродрік - І віконт Мідлтон (11 жовтня 1714 – 1725)
- Річард Вест (29 травня 1725 – 1726)
- Лорд Томас Віндгем (13 грудня 1726 – 1739)
- Віконт Роберт Джоселін (7 вересня 1739 – 3 грудня 1756)
- Лорд Боуз (11 березня 1757 – 22 липня 1767) - генеральний прокурор Ірландії у 1739 – 1741 роках
- Віконт Ліффорд (24 листопада 1767 – 28 квітня 1789)

Уповноважені Великої печатки Ірландії (1789)
- Архієпископ Роберт Фаулер
- Х’ю Карлтон
- Сер Семюел Бредстріт

Лорд-канцлери Ірландії:
- Джон ФіцГіббон - І граф Клер (20 червня 1789 – 28 січня 1802) – діючий генеральний прокурор.

### ХІХ століття
Лорд-канцлери Ірландії
- Лорд Редесдейл (15 лютого 1802 – 1806)
- Джордж Понсонбі (25 березня 1806 – 1807)
- Лорд Меннерс (23 квітня 1807 – 1827)
- Сер Ентоні Гарт (5 листопада 1827 – листопад 1830)
- Лорд Планкет (23 грудня 1830 – листопад 1834) - генеральний прокурор, 1805 – 1807 та 1822 – 1827)
- Сер Едвард Сагден (13 січня 1835 – квітень 1835)
- Лорд Планкет (30 квітня 1835 – 1841)
- Лорд Кемпбелл (22 червня 1841 р.)
- Сер Едвард Сагден (3 жовтня 1841 – 1846)
- Маз’єр Брейді (16 липня 1846 – 1852) - генеральний прокурор у 1839 – 1840 роках.
- Френсіс Блекберн (1852) (генеральний прокурор 1831 – 1834 та 1841 – 1842 роках.
- Маз’єр Брейді (1852 – 1858)
- Сер Джозеф Напір (1858 – 1859) – генеральний прокурор, 1852.
- Маз’єр Брейді (1859 – 1866)
- Френсіс Блекберн (1866 – 1867)
- Абрахам Брюстер - генеральний прокурор, 1853 – 1855, 1867 – 1868.
- Лорд О’Хаган (1868 – 1874)

Уповноважені Великої печатки Ірландії (1874 – 1875) 
- Сер Джозеф Напір – головний комісар Ірландії (1874 – 1875)
- Джеймс Ентоні Лоусон (1874 – 1875)
- Вільям Брук (1874 – 1875)

Лорд-канцлери Ірландії
- Джон Томас Болл (1875 – 1880) – чинний генеральний прокурор.
- Лорд О’Хаган (1880 – 1881)
- Г’ю Лоу (1881 – 1883) - чинний генеральний прокурор.
- Сер Едвард Салліван (1883 – 1885) – генеральний прокурор, 1868.
- Джон Нейш (1885) – чинний генеральний прокурор.
- Лорд Ешборн (1885 – 1886) - генеральний прокурор, 1877 – 1880.
- Джон Нейш (1886)
- Лорд Ешборн (1886 – 1892)
- Сер Семюел Вокер (1892 – 1895) - генеральний прокурор, лютий–серпень 1886 року.
- Лорд Ешборн (29 червня 1895 – 1905)

### ХХ століття
- Сер Семюел Вокер  (1905 – 1911)
- Редмонд Баррі (1911 – 1913)
- Сер Ігнатій О'Браєн (1913 – 1918)
- Сер Джеймс Кампбелл (1918 – 1921)
- Сер Джон Росс (1921 – 1922)